# Elsenz (Fluss)
Die Elsenz ist ein etwas über 53 Kilometer langer Fluss im nordwestlichen Baden-Württemberg, der in Neckargemünd von links und Süden in den Neckar mündet.
Nach dem Fluss ist der mittelalterliche Elsenzgau benannt.

## Name
In frühmittelalterlichen Texten taucht der Fluss in Schreibformen wie  Elisinza, Elizinza oder auch  Elsenzgouue, Elisanzgowe (Elsenzgau) auf. Die Elsenz ist der östlichste Vertreter einer Gruppe von Gewässernamen mit der Grundform *Alisantiā, die in der Region Frankreich, Luxemburg, der Westschweiz und Nordspanien beheimatet sind. Das Basiswort  *Alis- könnte vielleicht eine gallische Entsprechung zum germanischen Wort *alisō für 'Erle' sein. Die keltische Endung -ant-/*-ont- brachte zum Ausdruck, dass das im Basiswort Bezeichnete in großer Fülle vorhanden ist.
Unsicher ist, ob die römische Verwaltungseinheit Civitas Alisinensium nach der Elsenz benannt wurde.

## Geographie

### Verlauf
Die Elsenz entspringt wenig westlich des Ortsrandes von Elsenz im beginnenden Seewald in der Straßengabel zwischen Seestraße und Seewaldstraße auf etwa 237 m ü. NHN.

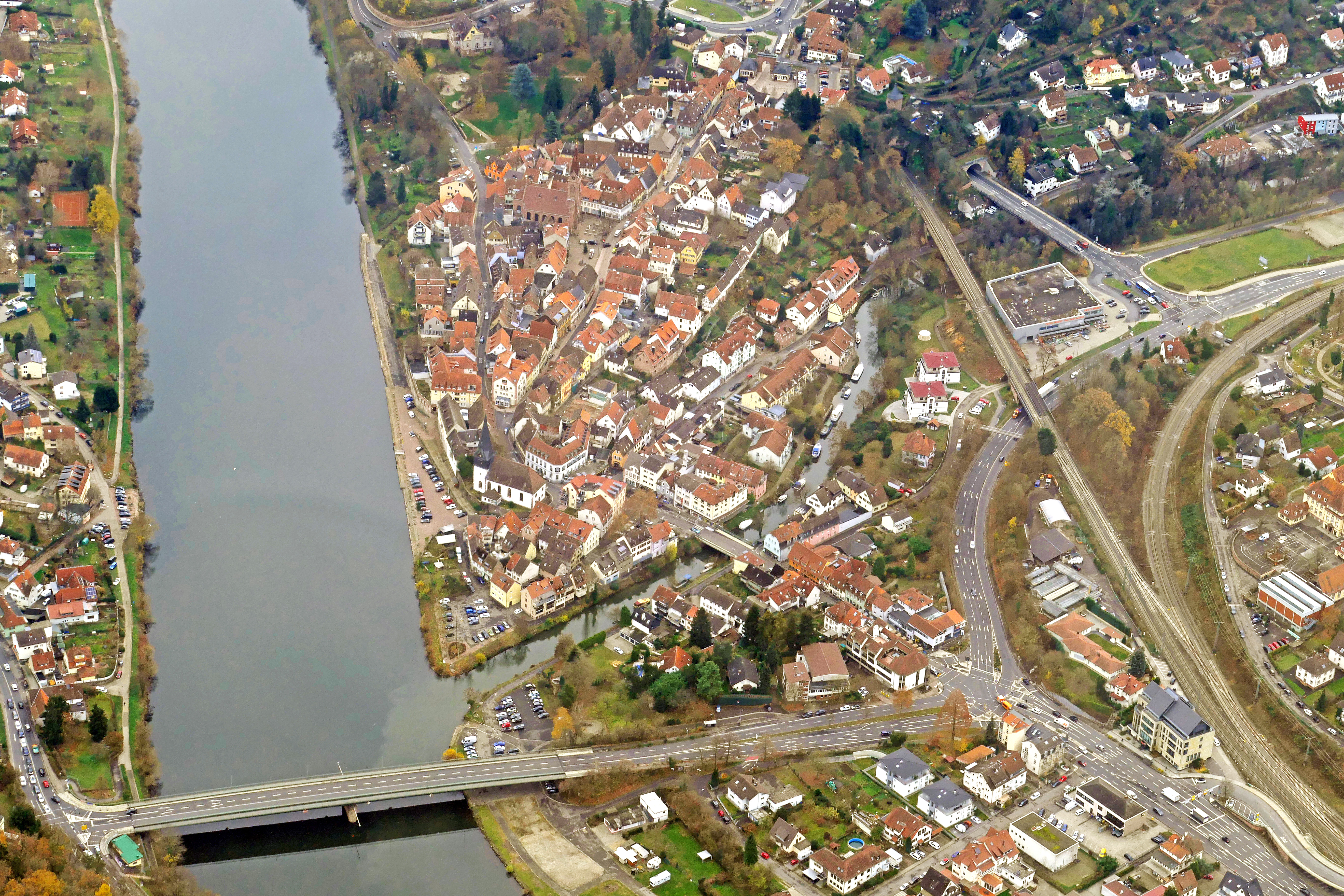
Mündung in Neckargemünd

Der Fluss zeigt nach den ersten 4 km seines südöstlich orientierten obersten Laufes eine fast lineare Gefällekurve. Nach den ersten 30 km folgt er ab Sinsheim dicht seiner westlichen Wasserscheide. Ab Mauer läuft er im unteren Teil einer ehemaligen Neckarschlinge. Ab Bammental führt der Fluss häufig Hochwasser. Auf den untersten etwa 700 m ab dem untersten Wehr bis zur Mündung ist die Elsenz mit kleineren Wasserfahrzeugen befahrbar.
Sie mündet nach einem zumeist nördlichen Lauf von gut 53 km durch den Kraichgau und den Kleinen Odenwald auf 111,7 m ü. NHN in Neckargemünd etwa 50 m oberhalb der Neckarbrücke nach Kleingemünd von links in den Neckar.

### Einzugsgebiet
Der Einzugsbereich der Elsenz umfasst etwas über 540 km² und hat ungefähr die Form eines nach Süden gerichteten Keils anfangs recht konstanter Breite von etwa 22 km und mit etwa 36 km Länge. Der nordwestliche Eckpunkt des Zuflussbereiches liegt bei Heidelberg (Gipfel des Königstuhls), der nordöstliche zwischen Neunkirchen und Lindach bei Eberbach, die Keilspitze wenig südlich von Mühlbach bei Eppingen. Es umfasst, naturräumlich gesehen, im Süden und in der Mitte Anteile an Unterräumen des Kraichgaus, im Norden an solchen des Kleinen Odenwaldes.  Dort liegen mit dem 567,8 m ü. NHN hohen Königstuhlgipfel an der Nordwestecke und der 449,2 m ü. NHN erreichenden Kuppe des Neurods bei Schönbrunn an der Spitze eines Nordsporns der Wasserscheide neckarnah seine höchsten Punkte, während die Gesamtwasserscheide im südlichen Bereich überall unter 350 m ü. NHN bleibt.
Nördlich grenzen die Einzugsgebiete von Neckar und des beim gleichnamigen Ort in den Neckar mündenden kleinen Neckarzuflusses Pleutersbach an, im Norden ist der Neckar deshalb oft nicht einmal zwei Kilometer von der Wasserscheide entfernt. Auch in ihrem nordöstlichen Bereich ist der hier teilweise noch nähere Neckar Hauptkonkurrent, ehe weiter nach Süden zu nacheinander die Einzugsgebiete der linken Neckarzuflüsse Mühlbach, Lein und – nun schon im Süden – Zaber angrenzen. Im Südwesten und Westen folgen im Uhrzeigersinn die Einzugsgebiete von Kraichbach und Leimbach, beides Zuflüsse zum Oberrhein, ehe im Nordwesten die Wasserscheide wieder zum Neckar hin verläuft.

### Zuflüsse
Auswahl der Zuflüsse mit einer Länge von 3,0 km oder mehr, vom Ursprung zur Mündung. Längen nach älteren Datensätzen der LUBW. Namen bevorzugt nach der TK25:
Ursprung der Elsenz wenig westlich des Ortsrandes von Eppingen-Elsenz im beginnenden Seewald
- Himmelreichbach, von rechts bei Eppingen-Raußmühle, ca. 6,3 km und 6,4 km²
- Hilsbach, von links in Eppingen, 10,3 km (mit Oberlauf Vollmersgrundbach) und 26,3 km²
- Staudbach, von rechts vor Eppingen–Richen, 5,3 km und 13,9 km²
- Schmalbach, von rechts vor Eppingen–Richen, 5,0 km und ca. 3,0 km²
- Berwanger Bach, von rechts in Richen, 10,2 km (mit Oberlauf Feldgraben) und 22,0 km²
- Roteklingengraben, von links nach Richen, 3,5 km und ca. 2,9 km²
- Sulzgraben oder Sulzbachgraben, von links in Ittlingen, 5,1 km und 6,9 km²
- Bockschafter Bach, von rechts beim Hammberger Hof von Ittlingen, 3,8 km und ca. 3,1 km²
- (Bach aus der Binsenklinge), von rechts vor Sinsheim-Reihen, 5,0 km (mit Oberlauf Feldgraben) und 5,6 km²
- Reihenbach, von links in Reihen, 3,1 km und ca. 3,0 km²
- Insenbach, von rechts am Südrand von Sinsheim-Steinsfurt, 9,3 km und 21,3 km²
- Goldbach, von rechts in Steinsfurt, 5,6 km und 11,0 km²
- Rohrbach, von rechts in Sinsheim-Rohrbach, 3,1 km und ca. 3,7 km²
- Weidbach, von rechts in Sinsheim, 4,6 km (mit Oberlauf Lochwiesengraben) und ca. 5,6 km²
- Ilvesbach, von links in Sinsheim, 6,8 km und 14,1 km²
- Erlenbach, von links vor Sinsheim-Hoffenheim, 5,7 km (mit Oberlauf Wittlichgraben) und 11,2 km²
- Baumbuschgraben, von rechts in Hoffenheim, 4,9 km und 6,4 km²
- Schwarzbach, von rechts am Südrand von Meckesheim, 27,6 km und 200,9 km²; größter Zufluss und an der Mündung wasserreicher als die Elsenz dort selbst
- Lobbach oder Maienbach, von rechts in Meckesheim, 14,9 km und 26,9 km²
- Rohrbächle, von links in Meckesheim, 3,1 km und ca. 3,2 km²
- Weihwiesenbach, von links in Bammental, 4,2 km und 5,7 km²
- Biddersbach, von rechts nach Bammental, 9,8 km und 17,5 km² und 11,5 km²
- Hilsbach, von links, teilt die Kriegsmühle in einen Bammentaler und einen Neckargemünder Anteil, 5,0 km und 6,5 km²

Mündung der Elsenz in Neckargemünd von links in den Neckar.

### Orte und Siedlungsplätze
Von der Quelle zur Mündung
- Landkreis Heilbronn
  - Stadt Eppingen
    - Elsenz (Dorf)
    - Elsenztalsiedlung (zu Elsenz, rechts)
    - Rohrbach am Gießhübel (Dorf, größtenteils rechts)
    - Gießhübelmühle (Gewerbegebiet zu Rohrbach, rechts)
- Landkreis Karlsruhe (rechter Anrainer mit kleiner Spitze in die linke Au)
  - Gemeinde Sulzfeld
    - Gießhübelmühle (Hof, rechts)
- Landkreis Heilbronn
  - Stadt Eppingen
    - Raußmühle (Hof, rechts)
    - Eppingen (zentrale Stadt)

  - Gemeinde Gemmingen (rechter Gebietsanrainer, zu dem auch die linke Talaue gehört)
  - Stadt Eppingen
    - Richen (Dorf, überwiegend rechts)

  - Gemeinde Ittlingen
    - Ittlingen (Dorf, überwiegend links)
    - Friedenshorst (Sägmühlanwesen, links)
- Rhein-Neckar-Kreis
  - Stadt Sinsheim
    - Reihen (Dorf)
    - Kellersche Mühle (zu Reihen, links)
    - Steinsfurt (Dorf)
    - Rohrbach (Dorf, ganz überwiegend rechts)
    - Sinsheim (zentrale Stadt)
    - Hoffenheim (Dorf, überwiegend rechts)

  - Gemeinde Zuzenhausen
    - Mühle Kolb (Mühlenanwesen, rechts an Mühlkanal)
    - Zuzenhausen (Dorf)

  - Gemeinde Meckesheim
    - Meckesheim (Dorf)

  - Gemeinde Mauer
    - Mauer (Dorf)

  - Gemeinde Bammental
    - Reilsheim (Ortsteil)
    - Bammental
    - Kriegsmühle (Wohnplatz, links)

  - Stadt Neckargemünd
    - Kriegsmühle (Haus, links)
    - Walkmühle (Haus, rechts)
    - Neckargemünd (zentrale Stadt)

## Natur und Umwelt

### Landschaftsschutzgebiet
Im Mittel- und Unterlauf ist das Elsenztal unter dem Namen Unteres und Mittleres Elsenztal als Landschaftsschutzgebiet ausgewiesen. Das Schutzgebiet beginnt unterhalb von Ittlingen und erstreckt sich bis zur Mündung in den Neckar. Es wurde am 17. September 1997 durch Verordnung des Landratsamts Rhein-Neckar-Kreis mit der Schutzgebietsnummer 2.26.042 gebildet und hat eine Größe von rund 4340 Hektar.
Schutzzweck ist die Erhaltung der landschaftlichen und ökologischen Einheit des Elsenztales als in das Umland eingeschnittene Flusslandschaft, bestehend aus einer Abfolge von Engtalstrecken und Talweitungen, mit Flussaue, Talflanken, Seitentälern und einzelnen, optisch markant in die Flusslandschaft hineinwirkenden Erhebungen; Klingen, Hohlwege, Steilhänge, Böschungen und Terrassen. Es handelt sich um ein Fließgewässersystem aus Flüssen, Bächen und Gräben mit Kraut- und Gehölzsäumen, Ackerfluren, durchsetzt mit Feldgehölzen, Hecken, Gebüschen, Bäumen und Baumreihen, einzelnen großflächigen Wiesenarealen und Obstbaumbeständen, Laubmischwälder auf Kuppen und Steilhängen. Das Landschaftsschutzgebiet ist ein ökologisch notwendiger Ergänzungsraum für die Naturschutzgebiete und flächenhafte Naturdenkmale und ihrer Tierwelt.

### Tierwelt
In den 2010er-Jahren breitete sich der Biber an der Elsenz aus und trug durch den Bau von Staudämmen dazu bei, dass sich wieder Frösche und Eisvögel ansiedelten.

## Galerie

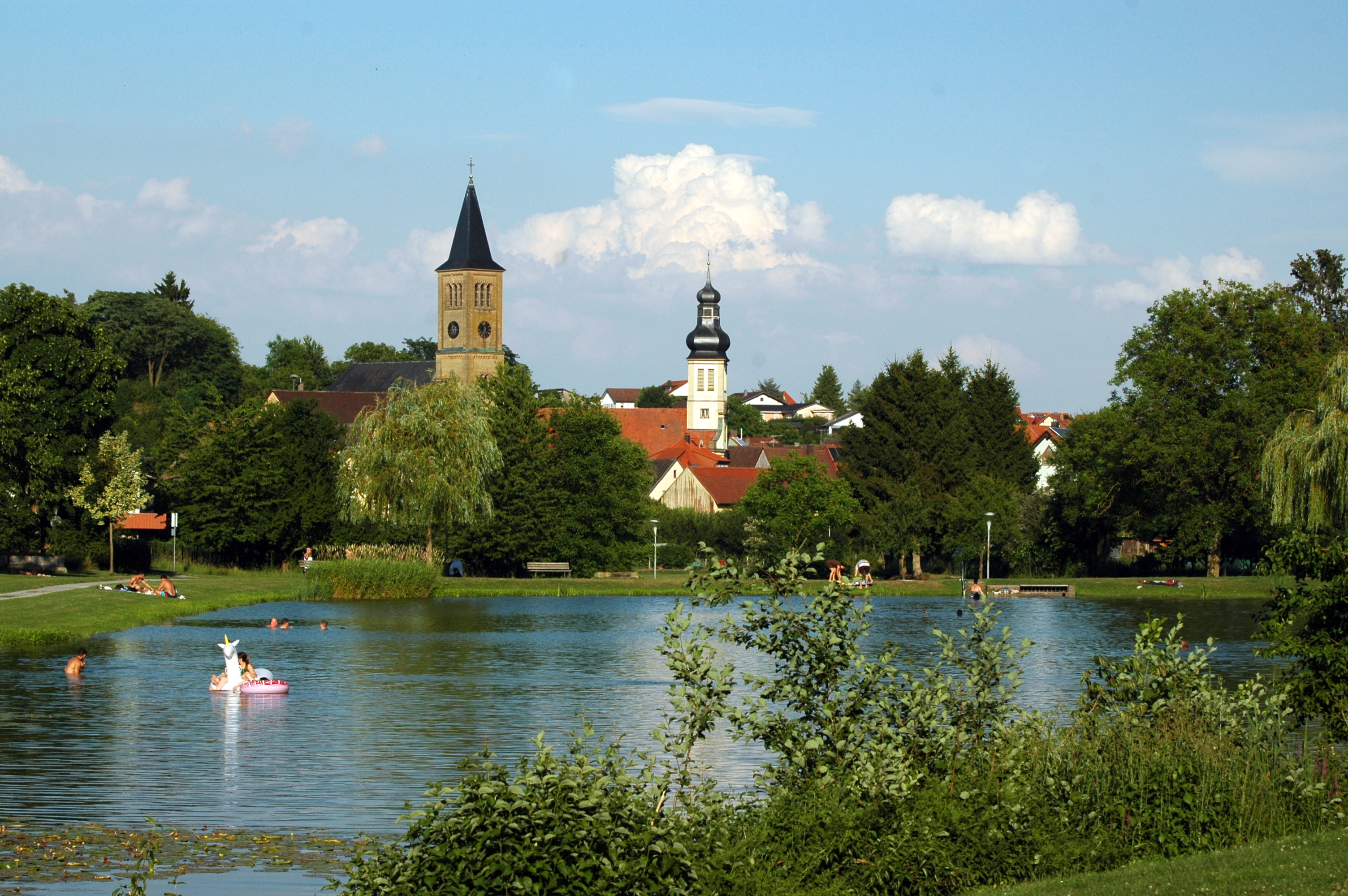
Elsenz – Elsenzer See
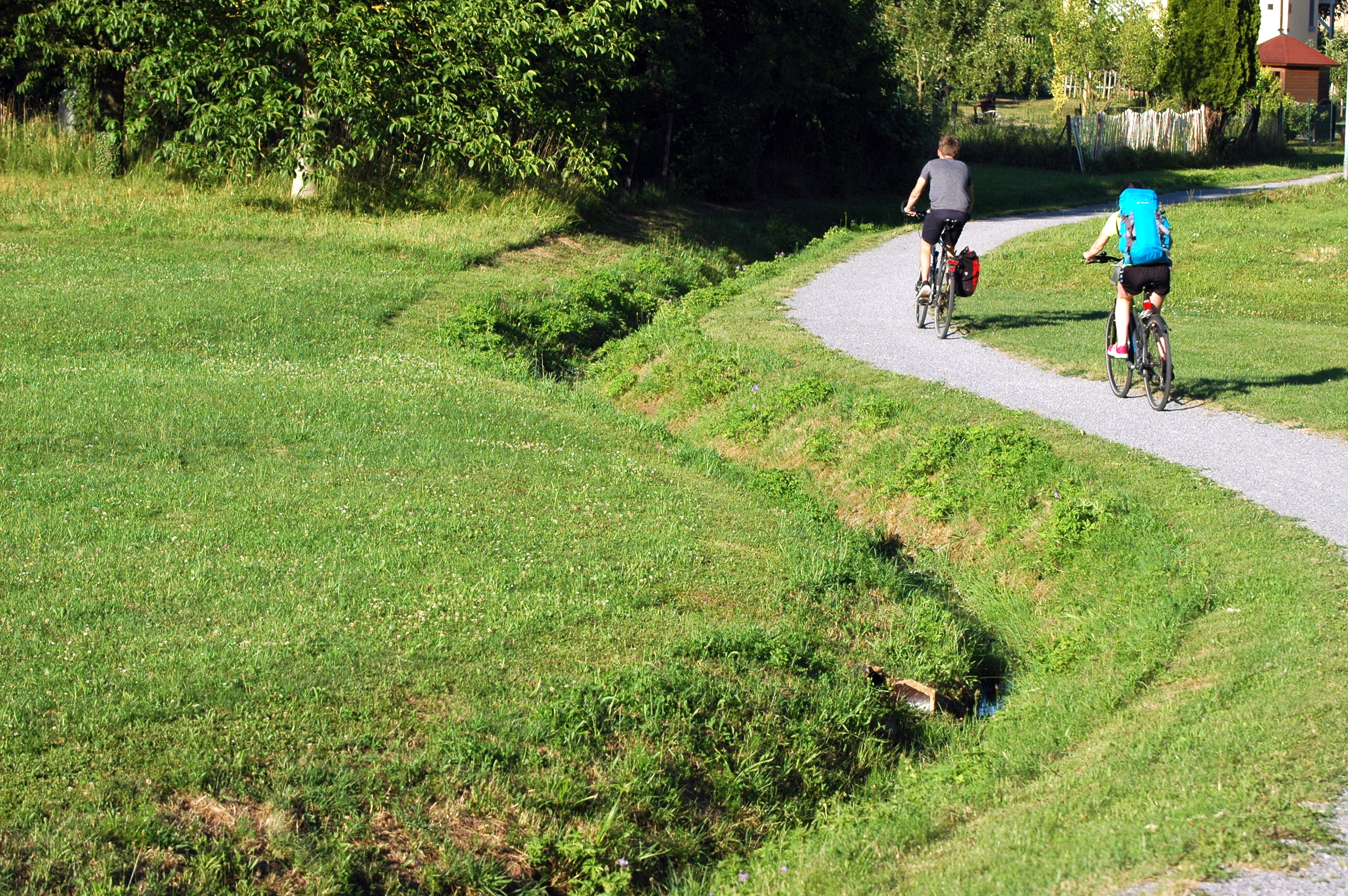
Elsenz in Elsenz
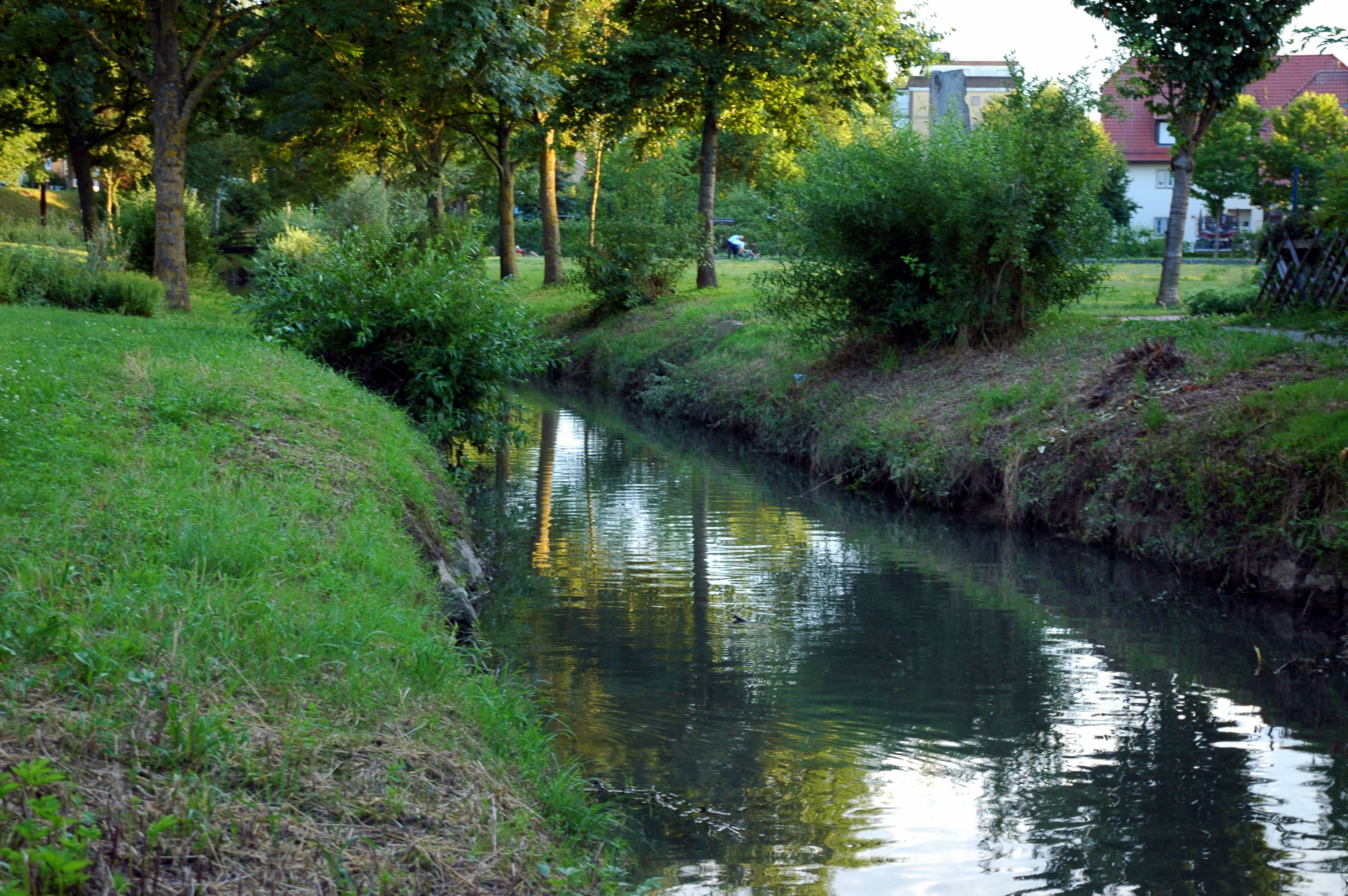
Elsenz in Eppingen (2017)
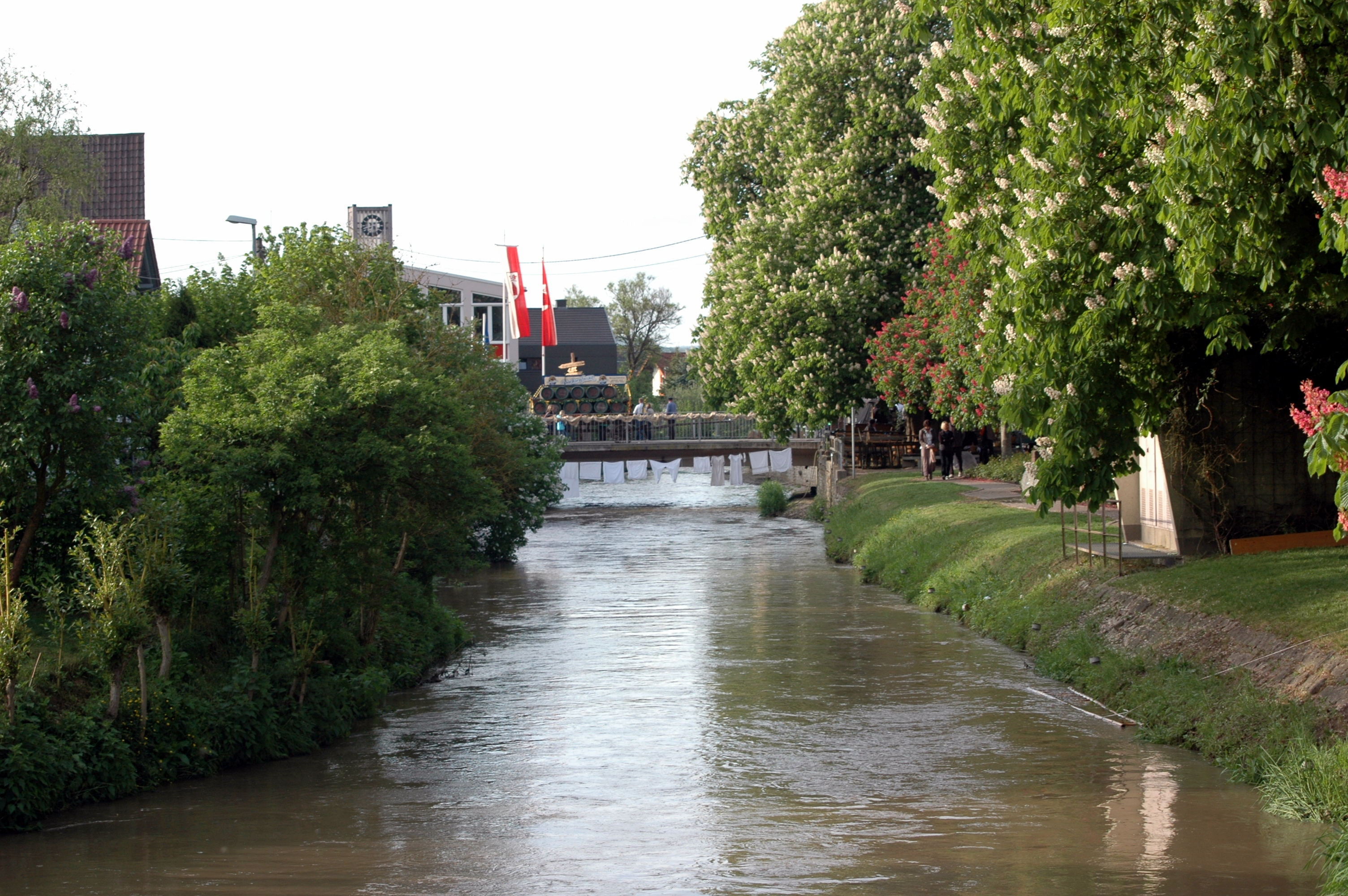
Elsenz in Zuzenhausen (2014)
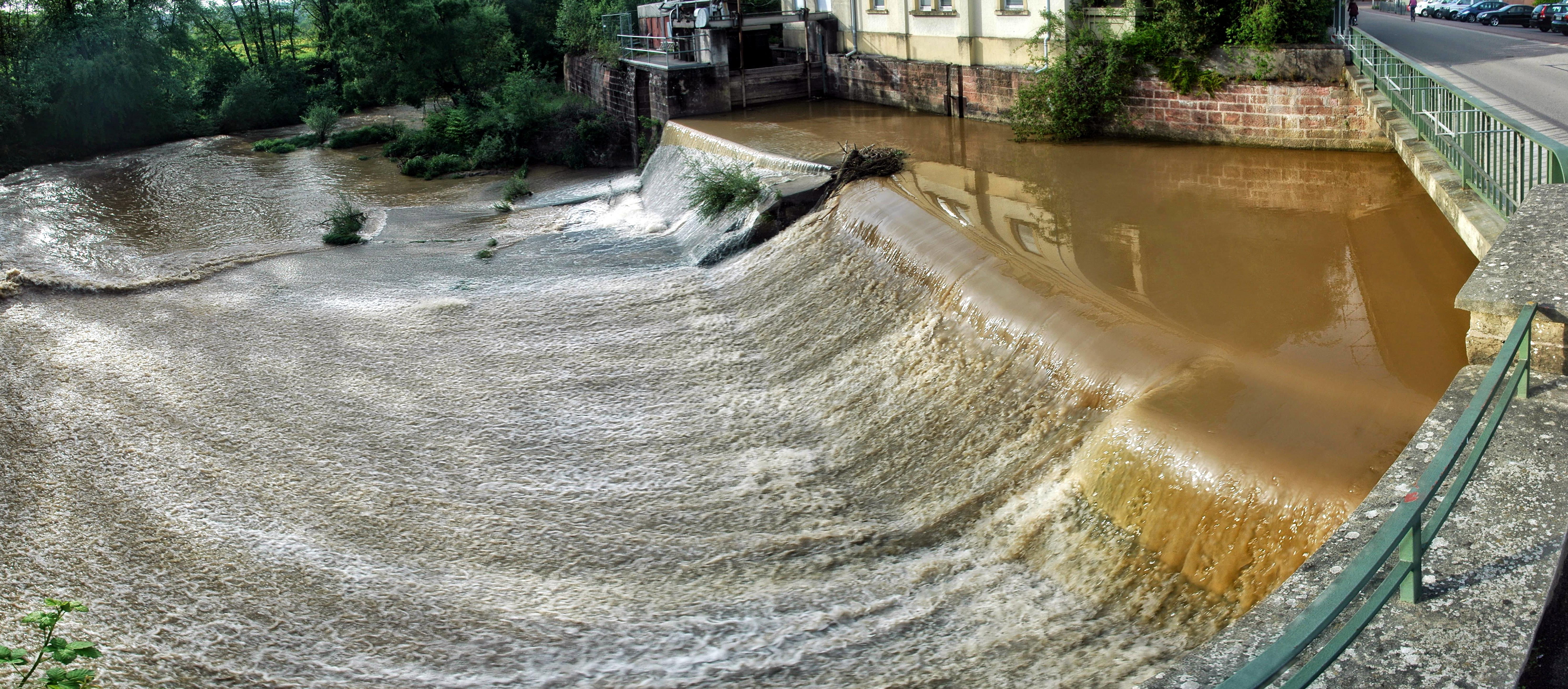
Elsenz in Mauer
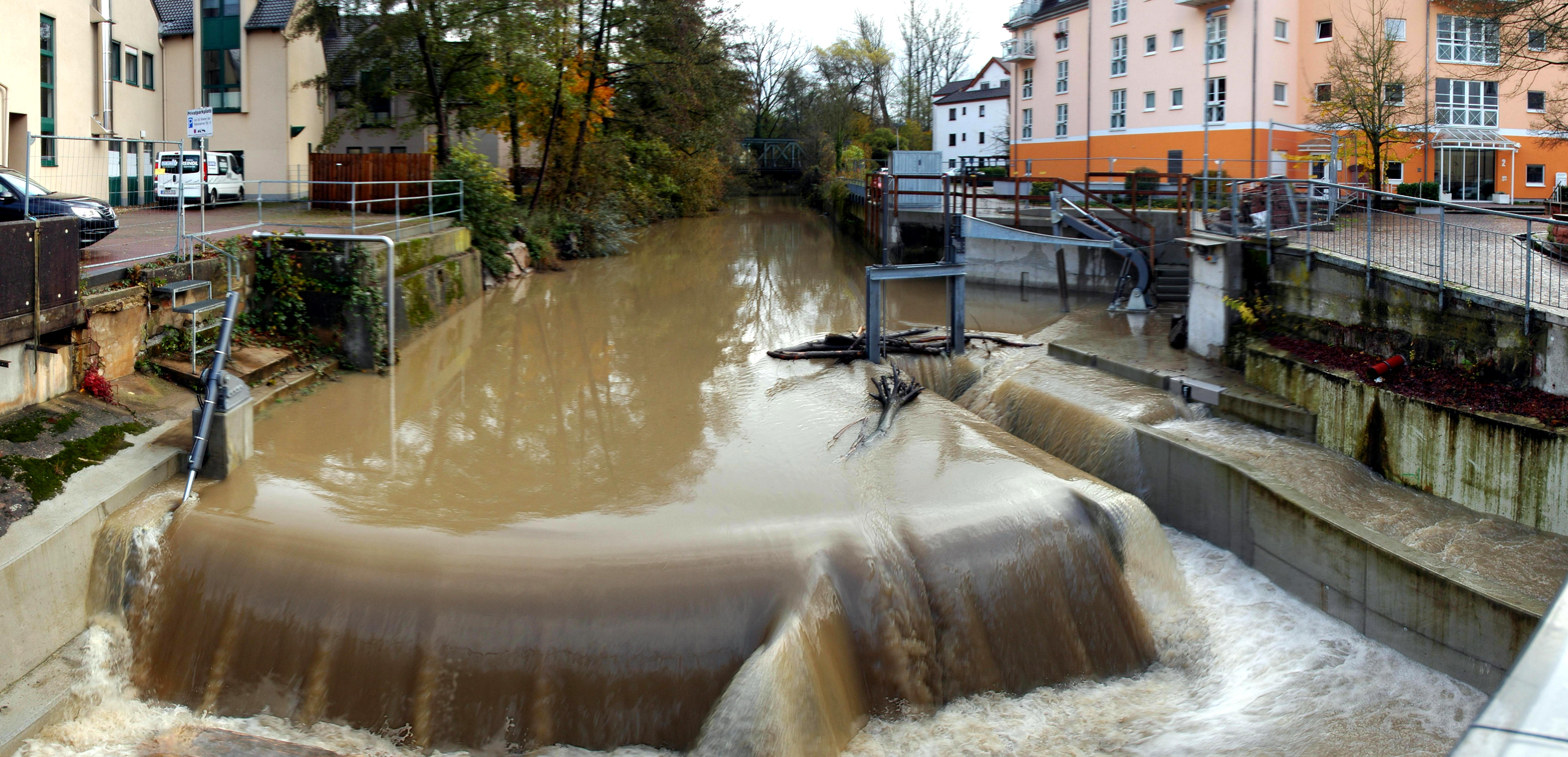
Bammental – Wehr bei Tapetenfabrik, 2017
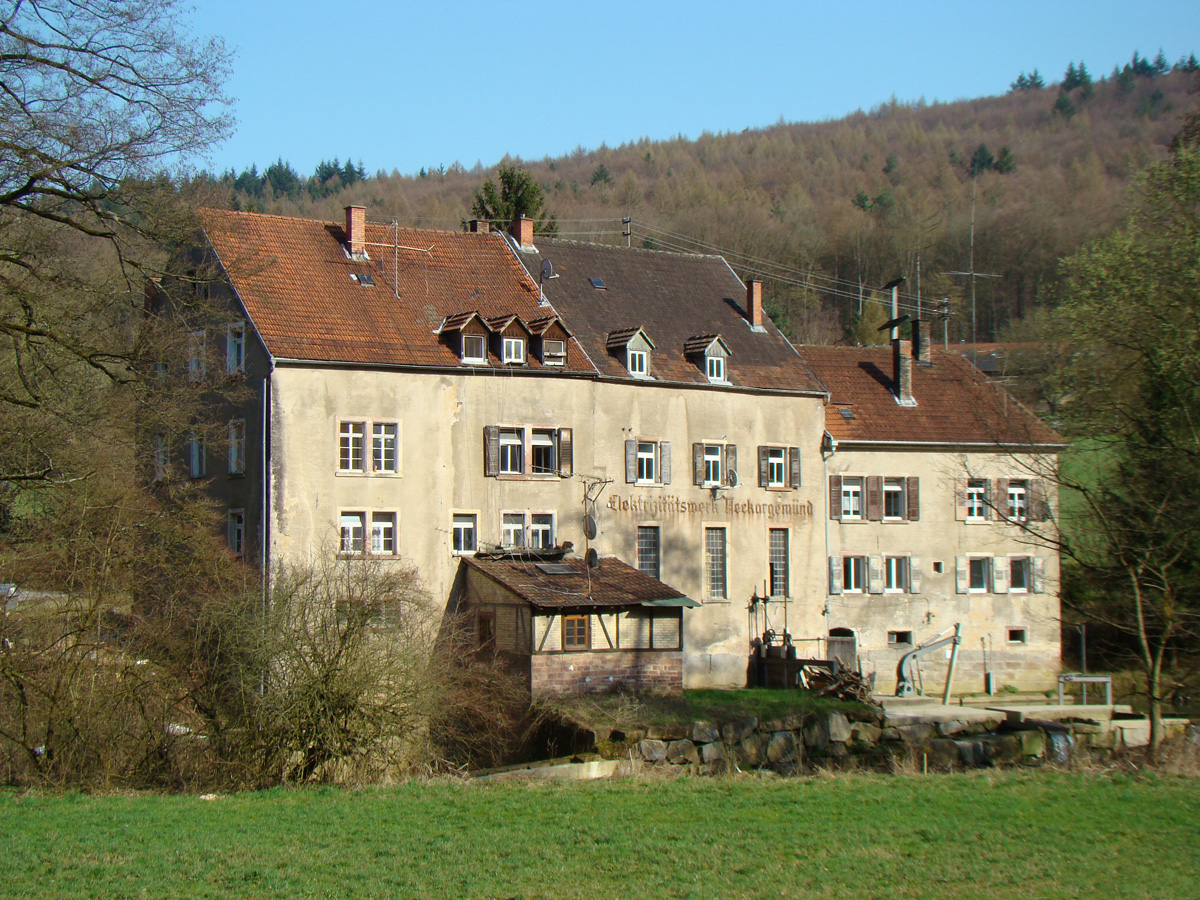
Ehemaliges Elektrizitätswerk Neckargemünd an der Elsenz

### LUBW
Amtliche Online-Gewässerkarte mit passendem Ausschnitt und den hier benutzten Layern: Lauf und Einzugsgebiet der Elsenz

Allgemeiner Einstieg ohne Voreinstellungen und Layer: Daten- und Kartendienst der Landesanstalt für Umwelt Baden-Württemberg (LUBW) (Hinweise)
1. 1 2  Höhe nach dem Höhenlinienbild auf dem Hintergrundlayer Topographische Karte.
2. ↑  Höhe nach Stauhöhe des Neckars (übereinstimmende blaue Beschriftung auf dem Hintergrundlayer Topographische Karte unterhalb des nächsthöheren und oberhalb des nächsttieferen Neckarwehrs).
3. ↑  Länge nach dem Layer Gewässernetz (AWGN).
4. ↑  Einzugsgebiet nach dem Layer Aggregierte Gebiete 05.
5. 1 2  Höhe nach schwarzer Beschriftung auf dem Hintergrundlayer Topographische Karte.

### Andere Belege
1. 1 2  Josef Schmithüsen: Geographische Landesaufnahme: Die naturräumlichen Einheiten auf Blatt 161 Karlsruhe. Bundesanstalt für Landeskunde, Bad Godesberg 1952. → Online-Karte (PDF; 5,1 MB)
2. ↑  Hochwasservorhersagezentrale, Landesanstalt für Umwelt Baden-Württemberg (Übernommen am 23.11.2020. Der MNQ- und der MQ-Wert sind modelliert, Stand 01.03.2016, der für den HQ-Wert eingesetzte HQ100-Wert ist ebenfalls modelliert, Stand 05.12.2013.)
3. ↑  Ministerium für Umwelt, Klima und Energiewirtschaft Baden-Württemberg: Ausbaupotenzial der Wasserkraft bis 1.000 KW im Einzugsgebiet des Neckars unter Berücksichtigung ökologischer Bewirtschaftungsziele (Memento des Originals vom 29. Oktober 2013 im Internet Archive)  Info: Der Archivlink wurde automatisch eingesetzt und noch nicht geprüft. Bitte prüfe Original- und Archivlink gemäß Anleitung und entferne dann diesen Hinweis., 2011, S. 9, abger. am 29. Juni 2013 (pdf, deutsch, 1,87 MB)
4. ↑  Albrecht Greule: Deutsches Gewässernamenbuch. Walter de Gruyter, Berlin / Boston 2014, ISBN 978-3-11-057891-1, S. 123, „Elsenz“ (Auszug in der Google-Buchsuche).
5. ↑  Der Biber ist immer öfter an der Elsenz unterwegs. (rnz.de [abgerufen am 5. Februar 2017]).